# A cukorbetegség biokémiai-élettani háttere
A cukorbetegség manapság igen elterjedt betegség, amely főleg az idősek körében jelentkezik, azonban fiatal korban is kialakulhat. Két fajtáját különböztetjük meg, az 1-es típusú, illetve a kettes típusú Diabetes mellitust. Az első esetben a betegség oka az inzulin hiánya, míg a másik esetben inzulinrezisztencia vagy inzulinszekréciós zavar áll a háttérben.
Az inzulin szervezetünk egyetlen vércukorszintet csökkentő hormonja. A hasnyálmirigy Langerhans-szigeteinek béta sejtjei felelősek a hormon termelődéséért. Ez egy 51 aminosavból álló fehérje, ami étkezési szünetekben, illetve étkezések után egyaránt termelődik. Szekréciójának két fázisát különböztetjük meg. Az első fázisban nagy mennyiségű inzulin szabadul fel, ez az előre megtermelt és tárolt inzulin mennyiségnek felel meg, míg a második fázisban egy lassabb inzulin felszabadulás történik, mivel ez már az újonnan szintetizált inzulin. Ha tehát, ez a mechanizmus valami miatt nem működik megfelelően, akkor cukorbetegségről beszélünk, mivel ilyenkor a vércukorszint értéke meghaladja a 7 mmol/l-t. (Egészséges szervezetben ez az érték 3,5-5,5 mmol/l között ingadozik.)

## Cukorbetegség

### Biokémiai háttere
A vércukorszint, ahogy azt már korábban említettem, hormonális szabályozás alatt áll. A két leglényegesebb hormon, ami hatással van rá, az az inzulin (vércukorszint csökkentő hormon), és a glukagon (vércukorszint emelő hormon). Mindkét hormon a hasnyálmirigy Langerhans-szigeteiben termelődik, az inzulin a β, a glukagon az α sejtekben. 

A bevezetőben már említettem az inzulin szekréció fázisait, viszont felmerül a kérdés, hogyan történik ez a biokémiai folyamat, és milyen hatásokra alakul ki.

Az inzulinszekréciót a vércukorszint emelkedése, bizonyos aminosavak, egyes hormonok (pl.: Adrenalin), de akár a sport vagy a gyógyszerek is indukálhatják. Magas cukorkoncentráció esetén a hormont termelő sejt (β sejt) a sejtmembránban lévő cukor transzporter segítségével felveszi a vérkeringésből a cukrot, ami a sejt belsejében katabolikus folyamat áldozatául esik, elbomlik, minek hatására magas energiatartalmú molekula (ATP) keletkezik. Ez az ATP molekula elzárja a szintén sejtfelszínen lévő kálium (K+) csatornát, így az nem jut pozitív ionokhoz, ezért az emiatt aktiválódó kalcium (Ca++) csatornák segítségével történik a pótlás. Az ily módon bekerült Ca++ ionok, pedig elő fogják segíteni a sejt belsejében (citoplazmájában) lévő inzulin vezikulákból történő inzulin felszabadulást. 

Az esetben hogyha a cukor transzporter nem működik megfelelően, vagy az inzulin nem termelődik megfelelő mennyiségben, súlyos metabolikus következményekhez vezethet:
- a cukor felhasználás nem történik meg megfelelően, éhezik a szervezet
- a zsírok (lipidek) lebontása megnő, ezáltal a vérzsír mennyisége is
- a ketontestek termelése is felgyorsul, emiatt alakul ki aceton szagú lehelet ill. Kussmaul-légzés
- fehérjék lebontása is felgyorsul, ez fogyáshoz és gyengeséghez vezet

Biokémiai következmények:
- a cukorlebontás gátlódik, ezáltal felhalmozódik a glükóz
- oxidatív stressz alakulhat ki, ami érelmeszesedéshez vezet
- vesekárosodás